# Deelgebieden van Guinee
Guinee is als volgt ingedeeld: acht regio's, die op hun beurt zijn onderverdeeld in 33 prefecturen. De hoofdstad Conakry is een speciale zone.

## Regio's van Guinee

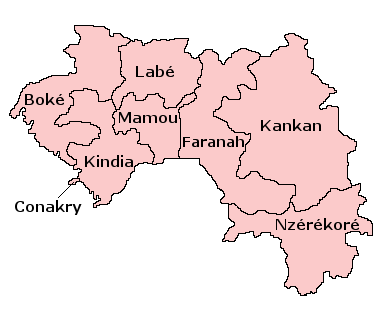
De regio's van Guinee

| Regio     | Hoofdstad | Oppervlakte (km2) | Bevolking (2014) |
| --------- | --------- | ----------------- | ---------------- |
| Boké      | Boké      | 31.186            | 1.081.445        |
| Conakry   | Conakry   | 450               | 1.667.864        |
| Faranah   | Faranah   | 35.581            | 942.733          |
| Kankan    | Kankan    | 72.145            | 1.986.329        |
| Kindia    | Kindia    | 28.873            | 1.559.185        |
| Labé      | Labé      | 22.869            | 995.717          |
| Mamou     | Mamou     | 17.074            | 732.117          |
| Nzérékoré | Nzérékoré | 37.658            | 1.663.582        |

## Prefecturen van Guinee

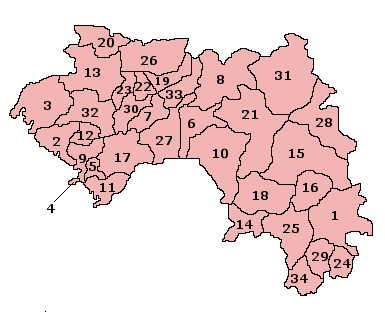
De prefecturen van Guinee.

### Boké
2. Boffa

3. Boké

12. Fria

13. Gaoual

20. Koundara

### Conakry
4. Conakry (speciale zone)

### Faranah
6. Dabola

8. Dinguiraye

10. Faranah

18. Kissidougou

### Kankan
15. Kankan

16. Kérouané

21. Kouroussa

28. Mandiana

31. Siguiri

### Kindia
5. Coyah

9. Dubréka

11. Forécariah

17. Kindia

32. Télimélé

### Labé
19. Koubia

22. Labé

23. Lélouma

26. Mali

33. Tougué

### Mamou
7. Dalaba

27. Mamou

30. Pita

### Nzérékoré
1. Beyla

14. Guéckédou

24. Lola

25. Macenta

29. Nzérékoré

34. Yomou